# 大津敏男

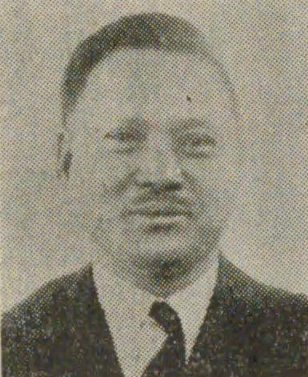
大津敏男

大津 敏男（おおつ としお、1893年（明治26年）10月26日 - 1958年（昭和33年）12月27日）は、第15代にして最後の樺太庁長官。現在の福岡県柳川市生まれ。

## 来歴
福岡県立中学伝習館、第五高等学校 (旧制)を経て、1918年（大正7年）、東京帝国大学法学部を卒業した。1916年軍務に服し少尉の位で陸軍主計少尉となった。1919年（大正8年）大阪府林務部に入り部長まで務めた。1928年（昭和3年）から1930年（昭和5年）まで内務省に入省、警視庁刑務部長、1931年（昭和6年）から1935年（昭和10年）まで長崎県内務部長、1935年（昭和10年）から1936年（昭和11年）は神奈川県経済部長、1936年（昭和11年）には満州国新京市の民生部総務部長。1938年（昭和13年）から1941年（昭和16年）に関東局総長に就任。1941年（昭和16年）病を得て東京に戻った。その後1942年（昭和17年）に埼玉県知事に任命された。
1943年（昭和18年）7月、樺太庁長官に就任。当時の日本は戦時中で、北樺太を統治するソ連は開戦前から警戒対象であった。戦争が避けられないとわかると家族を本土に返し、自身は樺太に留まった。
1945年（昭和20年）8月9日のソ連対日参戦後、樺太の戦いが起きると、8月24日に豊原市がソ連軍に占領されるまで、樺太住民の内地への疎開に尽力した。赤軍到着と同時に自宅軟禁となったが、9月23日のソ連の会議の決定で、第二極東方面軍司令官M.A.プルカーエフと民政局長官D.クリューコフが大津に命令を布告し、大津は自己の名前で布告することになった。即ち、日本の行政機関が存続したわけであるが、占領軍と住民の人数の差などが関係している。国民経済のあらゆる面で条例が制定された。1945年（昭和20年）12月30日、大津は南サハリン内務人民委員部全権の決定で逮捕され、ハバロフスクに送られた。
ハバロフスク裁判を経て、抑留された。抑留地は主にハバロフスクだった。全国樺太連盟が入手したソ連の捜査記録によると、「降伏後に6万3000人を日本本土へ避難させた」「公文書を焼却した」「樺太の情報を日本政府に電報で伝えた」といった日本の行政官として遂行した職務の内容が、ソ連の反革命罪の一つである「ブルジョワ活動幇助」とみなされて訴追された。そして部下8人もシベリアに抑留され、うち1人が死亡した。
1950年（昭和25年）4月22日に帰国。1951年（昭和26年）10月12日、皇居で昭和天皇に拝謁し、シベリアの抑留体験を進講する。その後、大企業の幹部となったが、元樺太住民で組織する全国樺太連盟の会長も務めた。1956年（昭和31年）の日ソ共同宣言に関して、国会で全国樺太連盟を代表して意見を述べている。1958年（昭和33年）12月27日、心不全のため死去。享年65。

## ソ連民政局の司令書[5]
南サハリン民政局長D.クリューコフは1945年9月26日、大津敏男に対し5日間の期限をつけ指示した。
- 南サハリンの民間のすべての施設、商工業、企業、公営事業における正常の労働を保障すること。回避しているものは、戦時法により労働責任訴追の警告を行うこと。
- 非就労住民は動員方式により労働に着かせること。
- 日本のすべての銀行とその支店を営業させること。9月20日までの預金所有者は1ヵ月200円を、それ以降預金したものは制限なしに引き出してよい。
- ホテルの宿泊に関わる労働、電力、企業の支払い、軍部隊にたいするものは現行の賃金レートに従って行うこと。
- 日本の住民、企業から樺太庁によって徴収されている全ての税金（滞納、未納分を含めて）は徴収にとりかかる。民政局が認めた範囲で支払いを認める。支払いの見積書をロシア語と日本語で10月10日まで提出すること。
- 現存する学校、医療機関のは正常な仕事をできるよう保存すること。
- 行政区分、支庁と各市町村の一覧表をロシア語と日本語で作成し、3日以内に提出すること。

## その他[6]
- ロシア人、日本人住民のサービスとして食堂を開設することが許可された。ロシア人と日本人と分けてサービスを行った。肉類、乳製品、野菜、ジャガイモ、その他の製品は食堂会社が調達しなければいけない。
- 1945年10月、第二極東方面部隊司令官プルカーエフ司令11号は「南サハリンとクリール諸島における戦時体制について、歩行者の通行、自動車、荷馬車の通行はハバロフスク時間、朝5時から夜22時までと制限された。」いくつかの例外は認められた。
- 共通のパスポート体制が制定されるまで、日本の住民の10軒隣組責任制が維持された。
- 非常な困難を伴ったが、農作物はすべて無事収穫を終えることができた。

## 栄典
勲章等
- 1940年（昭和15年）8月15日 - 紀元二千六百年祝典記念章[7]

外国勲章佩用允許
- 1944年（昭和19年）7月20日 - 満州国国勢調査紀念章[8]

## 文献
- エレーナ・サヴェーリエヴァ著、小山内道子訳『日本領樺太・千島からソ連領サハリン州へ　1945年-1947年』成文社、2015年。ISBN 978-4-86520-014-0